# Виейра, Валдейр
Валдейр «Баду» Виейра (порт. Valdeir Badu Vieira; род. 11 июля 1944, Марилия, Сан-Паулу) — бразильский футбольный тренер.

## Биография
В качестве футболиста играл в Уругвае и на Мальте. В бразильском клубе «Айморе» Виейра по прозвищу «Баду» пересекался с Луис Фелипе Сколари, который делал свои первые шаги в футболе.
Свою тренерскую карьеру «Баду» начал в Венесуэле, где после дебютного сезона с «Каракасом» он был признан лучшим футбольным тренером года. Через год он возьмет с коллективом местный кубок. В девяностые годы бразилец работал с национальными сборными Коста-Рики, Ирана и Омана. Затем Виейра несколько лет удачно трудился с Ближневосточными командами. Вместе с «Аль-Араби» он побеждал в чемпионате Кувейта, а позднее бразилец выигрывал в Профессиональной футбольной лиге Омана с «Дофаром».
Последним местом работы специалиста был японский клуб «Киото Санга», которым он руководил в 2014 году.

## Достижения

### Командные
- Чемпион Коста-Рики: 1995/96
- Чемпион Кувейта: 2001/02
- Чемпион Омана: 2004/05
- Обладатель Кубка Венесуэлы: 1987
- Обладатель Кубка Аль-Хурафи: 2002
- Чемпион Японии среди любителей: 2008
- Чемпион Первого дивизиона Бахрейна: 2010/11
- Обладатель Клубного кубка чемпионов Персидского залива: 2003
- Победитель Турнир грандов Центральной Америки: 1996

### Личные
- Лучший футбольный тренер года в Венесуэле: 1987
- Лучший футбольный тренер года в Коста-Рике: 1995